# 梅利多
梅利多（拉丁語：Mellitus；？—624年4月24日）是撒克遜時期首任倫敦主教，第3任坎特伯雷大主教，也是格里高利傳教團的成員之一，該傳教團被派往英格蘭，目的是讓盎格魯-撒克遜人從本土異教皈依基督教。601年，他與一群被派去加強傳教的神職人員一起抵達英國，並於604年被祝聖為倫敦主教。梅利多收到教宗格里高利一世一封著名的信件，即《梅利多書信集》（Epistola ad Mellitum），這封信被保存在中世紀編年史家比德後來的著作中，信中建議盎格魯-撒克遜人的皈依要循序漸進，融合異教儀式和習俗。610年，梅利多返回義大利參加主教會議，並帶著教宗寫給一些傳教士的信返回英格蘭。
616年左右，在梅利多的資助人埃塞克斯國王薩伯赫特去世後，他被異教繼承人流放出倫敦。梅利多的另一位資助人肯特國王艾塞爾伯特也在同一時間去世，迫使他前往高盧避難。第二年，艾塞爾伯特的繼任者皈依基督教後，梅利特多回到英格蘭，但他無法回到倫敦，因為那裡的居民仍然信奉異教。619年，梅利多被任命為坎特伯雷大主教。在他任職期間，據稱他奇蹟般地從一場大火中拯救了坎特伯雷大教堂和坎特伯雷鎮的大部分地區。624年梅利多去世後，他被尊為聖人。
1. 1 2  Holford-Strevens and Blackburn Oxford Book of Days p. 170